# Nikephoros Xiphias
Nikephoros Xiphias (mittelgriechisch Νικηφόρος Ξιφίας; * vor 980; † nach 1028 in Konstantinopel) war ein byzantinischer General und Rebell gegen Kaiser Basileios II.

## Leben
Der Patrikios und Protospatharios Nikephoros Xiphias war ein Verwandter (möglicherweise ein Sohn) des Alexios Xiphias, der von 1006 bis 1008 als Katepan von Italien amtierte. Kaiser Basileios setzte ihn als Strategos in verschiedenen Themen ein und betraute ihn mit dem Kommando über mehrere Feldzüge, unter anderem im Jahr 1000 im Krieg gegen die Bulgaren, als er zusammen mit seinem Amtsvorgänger als Strategos von Philippopel, Theodorokanos, mehrere Städte, darunter Preslaw, eroberte. Am entscheidenden Sieg in der Schlacht von Kleidion am 29. Juni 1014 war Xiphias ebenfalls maßgeblich beteiligt, indem er seine Streitkräfte um den Berg Belasiza herumführte und so die Einkesselung der bulgarischen Truppen ermöglichte. Zusammen mit Konstantin Diogenes eroberte er anschließend die Stadt Moglena. Nach der Niederschlagung des letzten bulgarischen Widerstands im Frühjahr 1018 ließ Xiphias die Festungen Serbia und Soskos schleifen.
Im Jahr 1022 unterstützte Xiphias die Usurpation des Nikephoros Phokas Barytrachelos, der sich in Kappadokien, der Machtbasis der Phokaden, gegen Basileios II. erhob. Mit ihren Truppen fielen sie dem Kaiser, der sich von Trapezunt auf einen Feldzug gegen den georgischen König Giorgi I. begeben hatte, in den Rücken. Basileios zog sich in die Festung Mastaton zurück. Von dort schickte er Boten zu den Aufständischen mit dem Auftrag, diese gegeneinander aufzuwiegeln – mit Erfolg, denn bei einem Treffen am 15. August 1022 veranlasste Xiphias die Ermordung seines Mitverschwörers. Der Kaiser ließ ihn daraufhin gefangen nehmen, zum Mönch scheren und in ein Kloster auf der Prinzeninsel Antigoni verbannen. Unter Kaiser Romanos III. wurde er nach Konstantinopel zurückgerufen, zog sich jedoch freiwillig ins Studionkloster zurück.